# Strada nazionale 111
La strada nazionale 111 era una strada nazionale del Regno d'Italia, che congiungeva Alcamo a Castelvetrano.
Venne istituita nel 1923 con il percorso "Dalla nazionale 103 presso Alcamo per Gibellina e S. Ninfa a Castelvetrano".
Nel 1928, in seguito all'istituzione dell'Azienda Autonoma Statale della Strada (AASS) e alla contemporanea ridefinizione della rete stradale nazionale, il suo tracciato costituì per intero la strada statale 119 di Gibellina.